# Gérard Longuet
Gérard Edmond Jacques Longuet (Neuilly-sur-Seine, 24 febbraio 1946) è un politico francese, ministro della difesa e degli affari dei veterani nel governo del primo ministro François Fillon dal 2011 al 2012. Membro dei Repubblicani (LR), ha rappresentato il dipartimento della Mosa al Senato dal 2001 al 2011 e di nuovo dal 2012 al 2023..

## Biografia
Gérard Edmond Jacques Longuet è figlio di Jacques Longuet, comandante della base aerea 113 tra il 1952 e il 1954, e di Marie-Antoinette Laurent, assistente sociale.
Dopo aver frequentato il Lycée Henri-IV di Parigi, Gérard Longuet ha iniziato a studiare giurisprudenza e letteratura all'Università Panthéon-Assas. Si è laureato all'Istituto di studi politici di Parigi (classe 1966). Ha conseguito un diploma universitario in studi letterari in sociologia, poi un diploma post-laurea (DES) in scienze politiche (1968).
Ha sposato Brigitte Fossorier e ha quattro figlie: Tiphaine, Élise, Aurore, Marguerite. È cognato acquisito del miliardario Vincent Bolloré.

## Carriera politica

### Inizi
Da giovane, Longuet faceva parte di un movimento di estrema destra chiamato Occident. Nel 1968, scrisse lo statuto fondativo del Groupe Union Défense (GUD), un sindacato studentesco di estrema destra.

### Politica nazionale
Longuet è stato membro dell'Assemblea nazionale per la prima circoscrizione della Mosa dal 1978 al 1981 e poi nuovamente dal 1988 al 1993.
Nel governo del primo ministro Jacques Chirac, Longuet fu segretario di Stato per le poste e telecomunicazioni (marzo-agosto 1986) prima di diventare ministro delle poste e delle telecomunicazioni (1986-1988).
Dal 1990 al 1995, Longuet fu presidente del Partito Repubblicano (PR). Durante quel periodo, fu anche ministro dell'industria, delle poste e delle telecomunicazioni e del commercio estero nel governo del primo ministro Édouard Balladur dal 1993 fino alle sue dimissioni nel 1994. In vista della campagna presidenziale del 1995, sostenne Balladur come candidato di centro-destra; sarà poi Jacques Chirac a vincere la nomination del partito e in seguito le elezioni.
A livello regionale, Longuet è stato consigliere regionale della Lorena dal 1992 fino alle sue dimissioni nel 2010. È stato presidente del Consiglio regionale della Lorena dal 1992 al 2004.
Dal 2009 al 2011, Longuet è stato leader dell'Unione per un Movimento Popolare (UMP) al Senato.

### Ministro della difesa (2011-2012)

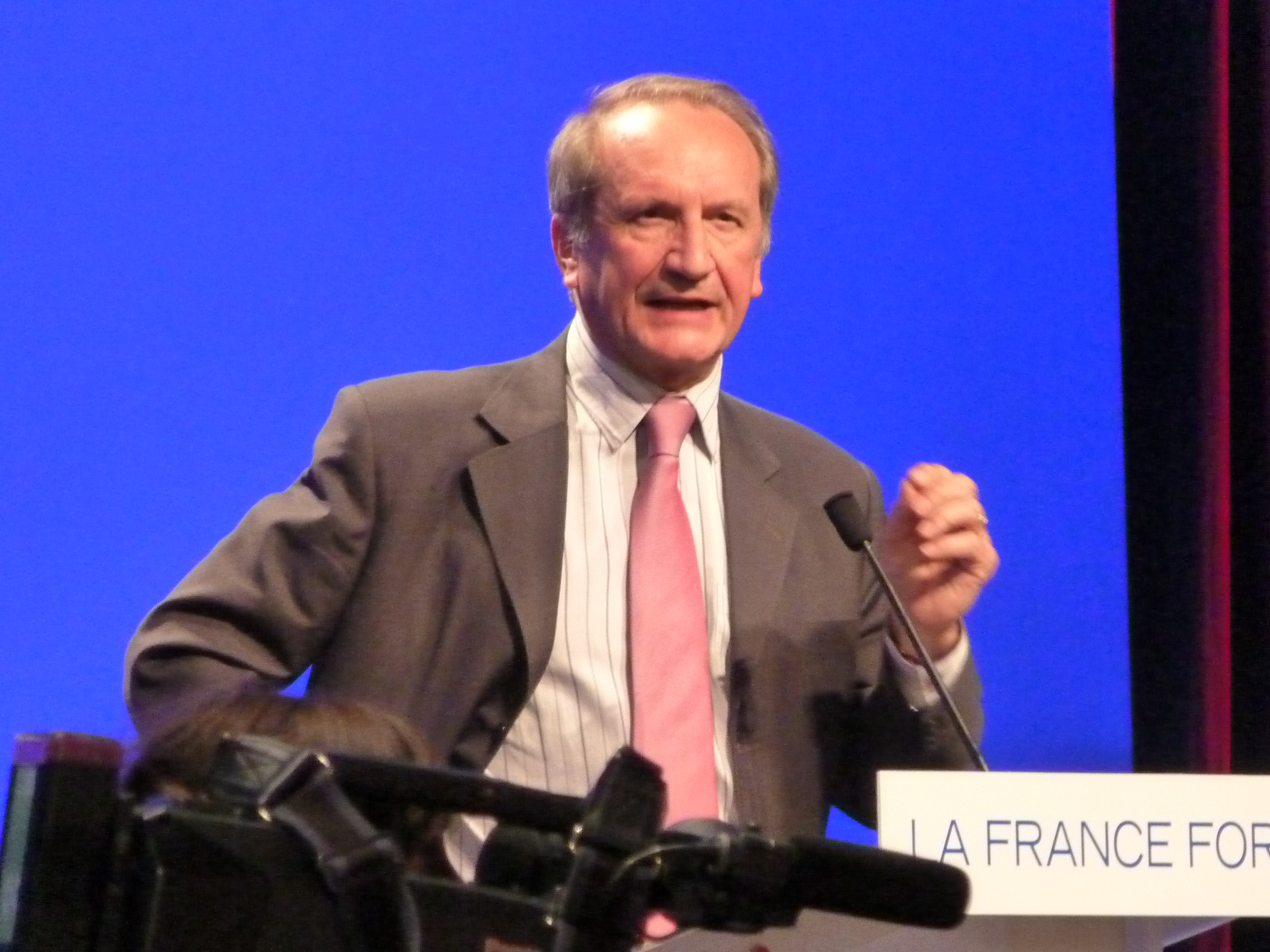
Gérard Longuet nel 2012

Poco dopo aver assunto l'incarico di ministro della Difesa sotto il primo ministro François Fillon, Longuet ha supervisionato il coinvolgimento dell'aeronautica militare francese nell'intervento militare internazionale in Libia del 2011. Dopo la fine della missione, ha incontrato il suo omologo libico Osama al-Juwaili nel 2012 per firmare una lettera di intenti per migliorare la sicurezza marittima e controllare i confini della Libia. 
Inoltre, all'inizio del suo mandato, è stato rivelato che Longuet aveva trascorso un fine settimana nel 2006 in un palazzo tunisino a spese del presidente Zine El Abidine Ben Ali, che fu rovesciato poco dopo da una rivolta popolare.
Nel gennaio 2012, il presidente Sarkozy inviò Longuet e il capo dell’esercito francese in Afghanistan per condurre una revisione della sicurezza dopo che un soldato afghano aveva ucciso quattro militari francesi. Poco dopo, Longuet annunciò che la Francia avrebbe ritirato le sue forze di combattimento dall'Afghanistan – all’epoca, 2.400 soldati nella provincia di Kapisa – entro il 2013. 
Sempre all’inizio del 2012, Longuet ha guidato gli sforzi per un accordo tra Francia e Gran Bretagna per lavorare congiuntamente allo sviluppo di droni senza pilota come parte della loro cooperazione militare. 
In seguito al colpo di stato del Mali del 2012, Longuet rifiutò la dichiarazione di indipendenza dei Tuareg del deserto per quello che chiamavano lo stato di Azawad.

### Carriera successiva
Nell'ambito della riorganizzazione della leadership dell'UMP sotto la guida di Jean-François Copé nel gennaio 2013, Longuet è diventato – insieme a Christian Estrosi, Henri de Raincourt, Jean-Claude Gaudin, Brice Hortefeux e Roger Karoutchi – uno dei sei vicepresidenti del partito, ricoprendo la carica fino al dicembre 2014.
In vista delle primarie presidenziali dei Repubblicani del 2016, Longuet ha appoggiato François Fillon come candidato del partito per le elezioni presidenziali in Francia del 2017.
Dal 2017 al 2020, Longuet è stato presidente dell'Ufficio parlamentare per la valutazione delle scelte scientifiche e tecnologiche (OPECST).

## Controversie

### Qestioni legali
Nel 2005, Longuet fu l'unica tra le 47 persone processate ad essere dichiarata non colpevole in un processo che verteva su accuse di società di costruzione che avevano pagato denaro ai partiti politici in cambio di contratti.

### Diritti umani
Nel 2008, Longuet ha paragonato l'omosessualità alla pedofilia e ha affermato che le parate del gay pride possono portare gli adolescenti LGBT al suicidio. Ha affermato di non ricordare di averlo detto, anche se ci sono filmati.